# (5777) Hanaki
(5777) Hanaki est un astéroïde de la ceinture principale.

## Description
(5777) Hanaki est un astéroïde de la ceinture principale. Il fut découvert le 3 décembre 1989 à Kani par Yoshikane Mizuno et Toshimasa Furuta. Il présente une orbite caractérisée par un demi-grand axe de 2,56 UA, une excentricité de 0,21 et une inclinaison de 8,7° par rapport à l'écliptique.

## Compléments